# Quiz Meitantei Neo and Geo: Quiz Daisōsasen Part 2
Quiz Meitantei Neo and Geo: Quiz Daisōsasen Part 2 est un jeu vidéo de quiz développé et édité par SNK en 1992 sur Neo-Geo MVS et Neo-Geo AES (NGM 042),,.

## Série
1. Quiz Daisōsa Sen: The Last Count Down (MVS, AES, 1992)
2. Quiz Meintantei Neo and Geo: Quiz Daisōsasen Part 2